# CONOB
CONOB è una legenda che si trova in gran parte della monetazione bizantina in oro. A volte si trova COMOB.
Si trovava, ad esempio, in esergo nei solidi prodotti dalla zecca di Costantinopoli.
CON indica la zecca di Costantinopoli.
OB ha un doppio significato:
- le due lettere nel sistema di numerazione greca corrispondono ai numeri 72 ed indicano che il piede monetario usato per il solido è 1/72 di libbra
- sono anche l'inizio della parola latina obryzum,[2] che indica l'oro raffinato, puro.

Quindi OB in questo caso significa  1/72 di libbra di oro puro.
Come fa notare Fiorelli la sigla OB si trova solo nelle monete auree. Da notare che si trova anche nelle frazioni del solido. Fiorelli spiega che si allude al piede monetario utilizzato e non allo specifico peso della moneta.
È inoltre presente nei solidi aurei coniati dalle zecche longobarde ad imitazione delle emissioni bizantine.